# Czosnek winnicowy
Czosnek winnicowy (Allium vineale L.) – gatunek byliny z rodziny amarylkowatych. Występuje niemal w całej Europie (bez wschodnich i północnych krańców), w północno-zachodniej Afryce (Maroko i Algieria) oraz w południowo-zachodniej Azji (od Turcji po Iran). Jako introdukowany rośnie także w Ameryce Północnej i Południowej oraz w Australii i Nowej Zelandii. W Polsce rozpowszechniony na niżu z wyjątkiem północno-wschodniej części kraju, rzadki także w górach.

## Morfologia

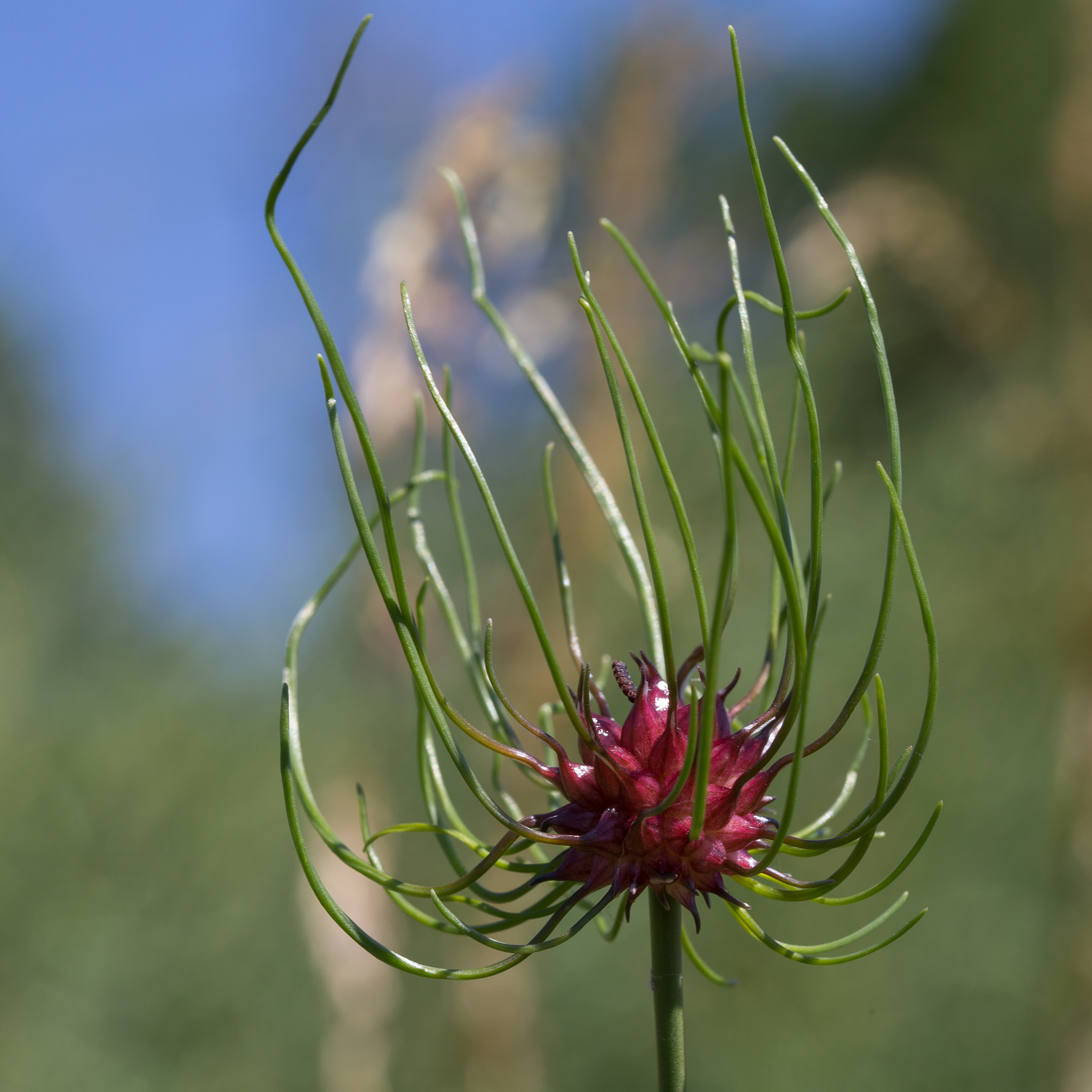
Kiełkujące cebulki powstające w obrębie kwiatostanu

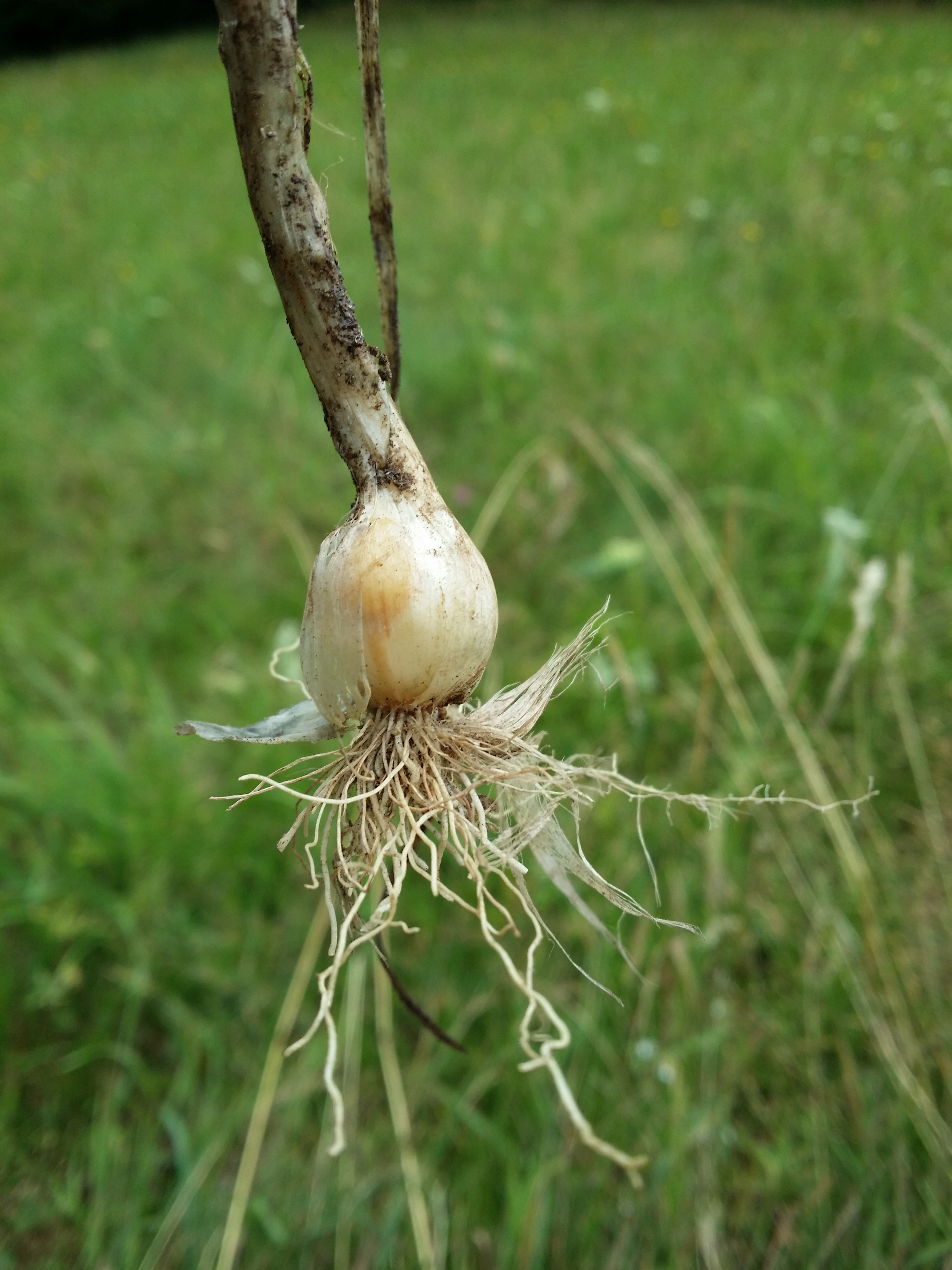
Cebula podziemna

PokrójRoślina osiąga wysokość 30–90 cm. Rośnie w niewielkich kępach.
CebulaJajowata, do 1 cm średnicy, otoczona zwykle licznymi bocznymi cebulkami potomnymi. W obrębie kwiatostanu powstają cebulki mające długość 7–8 mm i barwę fioletowoczarną. Mają one kształt jajowaty z dzióbkiem u szczytu.
ŁodygaProsto wzniesiona, sztywna, pełna, obła, ulistniona w dolnej połowie; wysokość do 100 cm.
Liście3–5 lub więcej, w przekroju prawie obłe, dołem dęte, wierzchem nieco spłaszczone, grube 1–2,5 mm.
KwiatyZebrane w baldach pozorny na szczycie łodygi; w baldachu obok kwiatów występują cebulki (czasem kwiatów w ogóle nie ma). Przed rozwinięciem kwiatostan osłonięty jest błoniastą okrywą złożoną z jednego nagle zwężonego w cienki kolec listka, długości kwiatostanu lub krótszego, odpadająca w trakcie kwitnienia. Szypułki cienkie, długie do 25 mm. Działki purpurowe lub białawe, do 5 mm długie, lancetowate, na końcu czasem zaostrzone; grzebyk grzbietowy gładki. Pręciki początkowo długości płatków, w miarę przekwitania do 2 razy dłuższe. Nitki pręcików wewnętrznych płaskie, na szczycie o trzech wyrostkach, z których dwa boczne, szydlaste, wielokrotnie dłuższe od pylników. Kwitnie od czerwca do lipca.
NasionaPodłużnie jajowate, spłaszczone i lekko wygięte. Długość wynosi ok. 2,4 mm, szerokość ok. 1 mm. Powierzchnia nasion jest pokryta drobnymi brodawkami ułożonymi w równoległych szeregach i ma barwę niebieskawoczarną.

## Biologia
Rozmnaża się najczęściej nie z nasion, lecz z cebulek rozwijających się na niby-baldachach.

## Ekologia
Roślina środowisk kserotermicznych i antropogenicznych (przydroża, uprawy). 

## Systematyka
Zmienność:
- A. vineale var. compactum (Thuill.) Lej. & Courtois, Compendium Florae Belgicae 2:1831 – w główce kwiatostanowej wyłącznie cebulki.

## Znaczenie ekonomiczne
- Przyprawa – bywa wykorzystywana podobnie jak czosnek pospolity, od którego różni się łagodniejszym smakiem.
- Roślina ozdobna – roślina rzadko stosowana w kompozycjach naturalistycznych (łąki kwietne).
- W uprawach polowych (zwłaszcza pszenicy i żyta) gatunek jest kłopotliwym chwastem ze względu na zanieczyszczanie ziarna przeznaczonego na przemiał. Roztarte cebulki tworzą bowiem miazgę o zapachu określanym jako cuchnący[5].

## Uprawa
Zalecane sadzenie w dużych grupach. Roślina niewybredna pod względem gleby. Należy unikać nadmiernego nawodnienia. Nasłonecznienie pełne lub półcień. Niebezpieczeństwo samorzutnego rozsiewania i wypierania słabszych gatunków.
- - Mrozoodporność i wymagania klimatyczne – 5–9 strefa USDA; w Polsce mrozoodporność całkowita.
  - Rozmnażanie – wysiew nasion lub z cebulek przybyszowych; nasiona zbierać po pełnym dojrzeniu, wysiewać od razu na jesieni lub po stratyfikacji.